# لئوناردو منیچینی
لئوناردو منیچینی (انگلیسی: Leonardo Menichini؛ زادهٔ ۱۱ دسامبر ۱۹۵۳) بازیکن فوتبال اهل ایتالیا است.
از باشگاه‌هایی که در آن بازی کرده‌است می‌توان به باشگاه فوتبال هلاس ورونا، باشگاه فوتبال فیورنتینا، باشگاه فوتبال آسکولی، باشگاه فوتبال آ.اس. رم، باشگاه فوتبال تریستیانا، و باشگاه فوتبال نووارا اشاره کرد.